# チャーヴィン省
チャーヴィン省（チャーヴィンしょう、ベトナム語：Tỉnh Trà Vinh / 省茶榮  発音）は、ベトナムのかつての省（地方自治体）。省都はチャーヴィン。同地名はクメール語prĕəhtrɔɔpĕəng（聖なる池）に由来。
2025年、ベンチェー省と共にヴィンロン省に統合された。

## 地理
メコンデルタ地方に位置し、北西部はヴィンロン省に、北東部はコーチェン川（メコン川支流）を挟んでベンチェ省に、南西部はハウザン（メコン川）を挟んでソクチャン省に、南東部は東海（南シナ海）に接し、マングローブの林が広がっている。

## 交通
ベンチェー省、ソクチャン省とは幾つかの渡し舟で接続されている。省外への陸路移動は、長年の間一旦ヴィンロン省を経由する必要があったが、2015年6月15日にコーチェン橋（vi:cầu Cổ Chiên）が開通し、ベンチェ省経由でホーチミン市と直接結ばれるようになった。また、メコンデルタの他の地域と同様、多くの水路・運河が水運を担っている。

## 隣接行政区画
- ソクチャン省
- ヴィンロン省
- ベンチェ省

## 行政区画
チャーヴィン省は、以下の行政単位に区分される。
- 市（Thành phố / 城庯）
  - チャーヴィン （Trà Vinh / 茶榮）
- 町（Thị xã / 市社）
  - ズィエンハイ （Duyên Hải / 沿海）、現地発音はユエンハイ
- 県（huyện / 縣）
  - カンロン県（Càng Long / 乾隆）
  - カウケー県（Cầu Kè / 梂棋）
  - ティエウカン県（Tiểu Cần / 小芹）
  - チャウタイン県（Châu Thành / 周城）
  - カウガン県（Cầu Ngang / 梂昂）、現地発音はカウヤン
  - チャークー県（Trà Cú / 茶句）
  - ズィエンハイ県（Duyên Hải / 沿海）、現地発音はユエンハイ